# Escudo heráldico situado en la fachada de la Casa Abadía (Villafamés)
El Escudo heráldico de la Casa Abadía de Vilafamés, en la comarca de la Plana Alta, es un escudo catalogado como Bien de Interés Cultural según consta en el ANEXO II Bienes de interés cultural comprendidos en el conjunto histórico, del Decreto 80/2005, de 22 de abril, por el que se declara Bien de Interés Cultural el Conjunto Histórico de Vilafamés; con código 12.05.128-0001 de la Generalidad valenciana, y anotación ministerial RI-51-0011562, y fecha de anotación febrero de 2006.
La casa Abadía fue adquirida por la Diputación Provincial de Castellón para poder utilizarla en la ampliación del Museo de Villafamés. Esto motivó que el Ayuntamiento, propietario del edificio, donara una vivienda al sacerdote del pueblo.